# Museo paleontologico dell'Accademia Federiciana
Il Museo paleontologico dell'Accademia Federiciana è un museo di Catania.

## Storia
Dedicato alla paleontologia, venne istituito nel 1996 da Fortunato Orazio Signorello e accoglie fossili provenienti da ogni parte del mondo, risalenti ad un arco di tempo compreso tra il Siluriano (435-395 milioni di anni fa) e il Quaternario (2-1,5 milioni di anni fa). La collezione è costituita da oltre 2.000 reperti sia animali che vegetali, particolarmente costituiti da conchiglie, pesci e ossa di animali estinti.